# Francisco López Alfaro
Francisco López Alfaro (Osuna, 1 de novembre de 1962) és un exfutbolista i entrenador andalús. Com a jugador ocupava la posició de migcampista. Va ser internacional amb la selecció espanyola.

## Trajectòria
Francisco López és un dels jugadors que més partits de primera divisió han acumulat en la seua carrera: un total de 436, entre 1981 i 1997. Va jugar en dos equips, el Sevilla FC (1981-1990) i el RCD Espanyol (1990-1997), sent titular en ambdós gairebé totes les campanyes que hi va militar. També ha marcat fins a 42 dianes a la màxima categoria.
Després de la seua retirada, ha seguit vinculat al món del futbol en qualitat d'entrenador. Va iniciar-se a les categories inferiors del RCD Espanyol. Posteriorment, va dirigir al Coria CF (00/01), Real Jaén (01/02), CF Extremadura (02/03), UE Figueres (03/04). El 2004 debuta en Primera amb el CD Numancia, sent destituït als 10 partits. També ha estat al capdavant del CF Badalona i Atlètic Balears.

## Selecció espanyola
Francisco López ha estat 20 vegades internacional amb la selecció espanyola. Va formar part del combinat del seu país que va acudir al Mundial de 1986 i a l'Eurocopa de 1984.